# Jenni Fagan
Œuvres principales
- La Sauvage
- Les Buveurs de lumière

Jenni Fagan, née en septembre 1977 en Écosse, est une romancière, artiste et réalisatrice britannique. Elle est l'auteur de plusieurs romans, notamment traduits en français, et en partie inspirés par son parcours personnel, La Sauvage, Les Buveurs de lumière, et La Fille du Diable, d'un récit non fictionnel sur son parcours, Ootlin, traduit en français également, et de plusieurs recueils de poésie non traduits.

## Biographie
Née en Ecosse en 1977, enfant abandonnée, Jenni Fagan a été adoptée deux fois sans succès, aurait vécu dans un parc de caravanes, et aurait déménagé trente-sept fois avant ses seize ans. Elle a passé plusieurs années dans des logements pour sans-abri.
À 16 ans, elle devient chanteuse dans des groupes punk et grunge.
Écrivant de la poésie depuis toute petite, c'est par ce genre littéraire qu'elle se fait d'abord remarquer. En 2007, elle reçoit le prix Dewar Arts qui lui permet de fréquenter la Norwich School of Art and Design et de poursuivre ses études à l'Université de Greenwich où elle obtient un premier diplôme. Elle poursuit ses études en vue d'une maîtrise à Royal Holloway, à l'Université de Londres, où elle reçoit un enseignement du poète Andrew Motion, puis soutient une thèse sur le structuralisme à l'Université d'Édimbourg.
En 2013, elle publie un premier roman, La Sauvage (The Panopticon), qui connaît un succès auprès des critiques britanniques et américains,. La société du réalisateur Ken Loach en achète les droits. L'histoire est inspirée de son enfance et adolescence chaotiques.
Son deuxième roman, Les Buveurs de lumière (The Sunlight Pilgrims), paru en 2016, est un roman d'anticipation, qui se déroule en Écosse pendant une période de refroidissement intense pré-apocalyptique liée au changement climatique. Il met en scène une adolescente transgenre et sa mère survivaliste, voisines d'un homme en deuil, qui vient de rejoindre le parc de caravanes dans lequel elles vivent,. Avec ce roman, Jenni Fagan est nommée meilleur auteur de l'année 2016 en Écosse et en France se voit décerner le prix du meilleur roman des lecteurs Points 2019.
Son troisième roman, La Fille du Diable (The Luckenbooth), paru en anglais en 2020, traduit en français en 2022, semble un récit légendaire ou un de ces contes de fées qu'elle aime tant.
L'ouvrage intitulé Ootlin reprend un récit de sa vie, ses mémoires, en quelque sorte racontées à sa manière. Elle avait écrit ce texte 20 ans plus tôt, l'a relu, corrigé et raconte son parcours cahoteux au sein d'un système d'aide à l'enfance défaillant.
Parallèlement à son activité d'écrivaine, elle anime des ateliers d'écriture créative auprès de femmes en prison, de jeunes en difficultés sociales ou psychiatriques. Elle tourne également des ciné-poèmes, dont celui tourné en 2017 au Bangour Village Hospital (en), où elle est née. Elle est aussi depuis 2020 titulaire d'un doctorat en philosophie. Elle  expérimente également d'autres médias, comme la sculpture. En 2022, elle écrit et réalise un court-métrage, Heart of Glass, pour BBC Four.

## Œuvres

### Romans
- La Sauvage, Métailié, 2017 ((en) The Panopticon, 2013)  (ISBN 978-2-86424-907-8)
- Les Buveurs de lumière, Métailié, 2017 ((en) The Sunlight Pilgrims, 2016)  (ISBN 979-10-226-0687-5)
- La Fille du Diable, Métailié, 2022 ((en) The Luckenbooth, 2020), trad. Céline Schwaller, 350 p.  (ISBN 979-10-226-1174-9)

### Récit non-fictionnel
- Ootlin, Métailié, 2025 ((en) Ootlin, 2023), trad. Céline Schwaller, 368 p.  (ISBN 979-10-226-1417-7)

### Poésie
- (en) Urchin Belle, 2009
- (en) The Dead Queen of Bohemia: New & Collected Poems, 2016
- (en) There's A Witch in the Word Machine, 2018
- (en) Truth, 2019

## Distinctions
- 2016 : Écrivain de l'année par le Sunday Herald Culture Awards
- 2017 : Prix du Livre Numérique et Prix Transfuge du meilleur roman anglophone pour Les Buveurs de lumière[10]
- 2019 : Prix du meilleur roman des lecteurs Points pour Les Buveurs de lumière.